# Notomulciber ochreosignatus
Notomulciber ochreosignatus là một loài bọ cánh cứng trong họ Cerambycidae.